# ماريانو باربارسي
ماريانو باربارسي (7 يونيو 1895 – 17 أكتوبر 1928) هو ملاكم إيطالي راحل، مثّل بلاده في الألعاب الأولمبية الصيفية 1920.

## روابط خارجية
ماريانو باربارسي على موقع أوليمبيديا (الإنجليزية)